# Cody Bass
Pour les articles homonymes, voir Bass.
Cody Bass (né le 7 janvier 1987 à Owen Sound ville de l'Ontario au Canada) est un joueur professionnel canadien de hockey sur glace.

## Carrière

### Carrière en club
Il commence sa carrière en jouant pour les IceDogs de Mississauga dans la ligue junior de la Ligue de hockey de l'Ontario en 2003-2004 et deux saisons plus tard, il est choisi lors du repêchage d'entrée dans la Ligue nationale de hockey par les Sénateurs d'Ottawa. Il ne rejoint pas de suite la franchise et continue dans la LHO. Au cours de la saison 2005-2006, il joue également dans la LHO mais va jouer une dizaine de matchs dans la Ligue américaine de hockey pour la franchise affiliée à Ottawa, les Senators de Binghamton. En 2006-2007, il continue dans la LHO, commençant la saison avec les IceDogs avant de finir la saison avec le Spirit de Saginaw. Il participe avec l'équipe LHO au Défi ADT Canada-Russie en 2004, 2005 et 2006.
Il joue son premier match dans la LNH le 15 décembre 2007 contre les Thrashers d'Atlanta. Il aide alors son équipe à vaincre les Thrashers sur le score de 7 buts à 3. Il inscrit son premier but dans la LNH en janvier 2008 contre les Sabres de Buffalo et va jouer une vingtaine de matchs dans la saison avec Ottawa. Il va également jouer les quatre matchs de son équipe lors des séries éliminatoires 2008 contre les Penguins de Pittsburgh. Les Sénateurs vont perdre en quatre matchs secs mais Bass va inscrire son premier but lors du second match de la série, une défaite 5-3.
Le 4 juillet 2015, il signe un contrat d'une saison de 580 000 dollars avec les Predators de Nashville.

### Carrière internationale
Cody Bass est sélectionné pour jouer dans l'équipe du Canada lors du championnat du monde moins de 18 ans en 2004. Il ne va pas inscrire un seul but de la compétition et récoltera quatre minutes de pénalités.

## Statistiques

### Statistiques en club
| Saison     | Équipe                   | Ligue      |    | Saison régulière | Saison régulière | Saison régulière | Saison régulière | Saison régulière |   | Séries éliminatoires | Séries éliminatoires | Séries éliminatoires | Séries éliminatoires | Séries éliminatoires |
| Saison     | Équipe                   | Ligue      | PJ | B                | A                | Pts              | Pun              | PJ               | B | A                    | Pts                  | Pun                  |                      |                      |
| 2003-2004  | IceDogs de Mississauga   | LHO        | 61 | 3                | 7                | 10               | 30               | 24               | 2 | 3                    | 5                    | 21                   |                      |                      |
| 2004-2005  | IceDogs de Mississauga   | LHO        | 66 | 11               | 17               | 28               | 103              | 5                | 1 | 1                    | 2                    | 8                    |                      |                      |
| 2005-2006  | IceDogs de Mississauga   | LHO        | 67 | 16               | 25               | 41               | 152              | -                | - | -                    | -                    | -                    |                      |                      |
| 2005-2006  | Senators de Binghamton   | LAH        | 9  | 1                | 0                | 1                | 2                | -                | - | -                    | -                    | -                    |                      |                      |
| 2006-2007  | IceDogs de Mississauga   | LHO        | 23 | 5                | 11               | 16               | 37               | -                | - | -                    | -                    | -                    |                      |                      |
| 2006-2007  | Spirit de Saginaw        | LHO        | 30 | 5                | 24               | 29               | 49               | 6                | 1 | 2                    | 3                    | 10                   |                      |                      |
| 2006-2007  | Senators de Binghamton   | LAH        | 5  | 0                | 2                | 2                | 9                | -                | - | -                    | -                    | -                    |                      |                      |
| 2007-2008  | Senators de Binghamton   | LAH        | 24 | 3                | 5                | 8                | 44               | -                | - | -                    | -                    | -                    |                      |                      |
| 2007-2008  | Sénateurs d'Ottawa       | LNH        | 21 | 2                | 2                | 4                | 19               | 4                | 1 | 0                    | 1                    | 6                    |                      |                      |
| 2008-2009  | Senators de Binghamton   | LAH        | 18 | 1                | 1                | 2                | 41               | -                | - | -                    | -                    | -                    |                      |                      |
| 2008-2009  | Sénateurs d'Ottawa       | LNH        | 12 | 0                | 0                | 0                | 15               | -                | - | -                    | -                    | -                    |                      |                      |
| 2009-2010  | Senators de Binghamton   | LAH        | 57 | 5                | 6                | 11               | 109              | -                | - | -                    | -                    | -                    |                      |                      |
| 2010-2011  | Sénateurs d'Ottawa       | LNH        | 1  | 0                | 0                | 0                | 0                | -                | - | -                    | -                    | -                    |                      |                      |
| 2010-2011  | Senators de Binghamton   | LAH        | 58 | 6                | 9                | 15               | 111              | 18               | 2 | 2                    | 4                    | 24                   |                      |                      |
| 2011-2012  | Falcons de Springfield   | LAH        | 23 | 5                | 6                | 11               | 43               | -                | - | -                    | -                    | -                    |                      |                      |
| 2011-2012  | Blue Jackets de Columbus | LNH        | 14 | 0                | 1                | 1                | 32               | -                | - | -                    | -                    | -                    |                      |                      |
| 2012-2013  | Falcons de Springfield   | LAH        | 18 | 2                | 5                | 7                | 54               | 8                | 2 | 2                    | 4                    | 26                   |                      |                      |
| 2013-2014  | Falcons de Springfield   | LAH        | 58 | 8                | 10               | 18               | 132              | 4                | 0 | 0                    | 0                    | 4                    |                      |                      |
| 2013-2014  | Blue Jackets de Columbus | LNH        | 1  | 0                | 0                | 0                | 5                | -                | - | -                    | -                    | -                    |                      |                      |
| 2014-2015  | IceHogs de Rockford      | LAH        | 61 | 6                | 8                | 14               | 165              | 8                | 0 | 1                    | 1                    | 31                   |                      |                      |
| 2015-2016  | Admirals de Milwaukee    | LAH        | 39 | 4                | 5                | 9                | 84               | -                | - | -                    | -                    | -                    |                      |                      |
| 2015-2016  | Predators de Nashville   | LNH        | 17 | 0                | 0                | 0                | 17               | 6                | 0 | 0                    | 0                    | 2                    |                      |                      |
| 2016-2017  | Predators de Nashville   | LNH        | 9  | 0                | 0                | 0                | 19               | -                | - | -                    | -                    | -                    |                      |                      |
| 2016-2017  | Admirals de Milwaukee    | LAH        | 13 | 2                | 2                | 4                | 33               | -                | - | -                    | -                    | -                    |                      |                      |
| 2017-2018  | Admirals de Milwaukee    | LAH        | 34 | 2                | 4                | 6                | 36               | -                | - | -                    | -                    | -                    |                      |                      |
| 2018-2019  | Eagles du Colorado       | LAH        | 35 | 2                | 4                | 6                | 81               | 3                | 0 | 1                    | 1                    | 12                   |                      |                      |
| Totaux LNH | Totaux LNH               | Totaux LNH | 75 | 2                | 3                | 5                | 107              | 10               | 1 | 0                    | 1                    | 8                    |                      |                      |

### Statistiques en équipe nationale
| Année | Équipe     | Compétition                  |   | PJ | B | A | Pts | Pun               |  | Résultat |
| 2005  | Canada U18 | Championnat du monde -18 ans | 4 | 0  | 0 | 0 | 4   | Médaille d'argent |  |          |

## Trophées et honneurs personnels
- Ligue américaine de hockey
  - 2010-2011 : remporte le Trophée Yanick-Dupré
  - 2010-2011 : remporte la Coupe Calder